# Szent Mihály és Gábriel arkangyalok fatemplom (Mezőbottyán)
A mezőbottyáni Szent Mihály és Gábriel arkangyalok fatemplom műemlékké nyilvánított épület Romániában, Bihar megyében. A romániai műemlékek jegyzékében a  BH-II-m-A-01120 sorszámon szerepel.